# VArh
varh, reaktiv voltamperetimme, är en enhet för reaktiv energi, vilket är den reaktiva effekten i voltampere frigjord över en timmes tid.
Mängden reaktiv energi som överförs i ett elnät ökar överföringsförlusterna. Den reaktiva energin är "onyttig" eftersom den inte bidrar till det nyttiggjorda arbetet i elapparater.
Reaktiv energi mäts med hjälp av elmätare i elnätet.